# Canneytskapel
De Canneytskapel is een kapel in de tot de West-Vlaamse gemeente Hooglede behorende plaats Gits, gelegen aan de Hazelstraat.

## Geschiedenis
Deze kapel, gewijd aan Onze-Lieve-Vrouw van Lourdes, werd gebouwd in 1875. Hij werd gebouwd nadat de stevenistische familie Van Canneyt zich weer had verzoend met de Rooms-Katholieke Kerk.

## Gebouw
Het betreft een rechthoekig kapelletje onder zadeldak, opgetrokken in ode bakstenen met natuurstenen omlijstingen. Boven de toegangsdeur bevindt zich een nis met Mariabeeld.